# Claudine Meffometou
Claudine Falonne Meffometou Tcheno (* 1. Juli 1990 in Douala) ist eine kamerunische Fußballspielerin.

## Karriere
Tcheno startete ihre Karriere in der École Franck Rollyceck de Douala, der Jugend-Akademie des kamerunischen Erstligisten Franck Rohlicek de Douala. Im Sommer 2009 rückte sie in das erste Team von Franck Rohlicek de Douala auf.

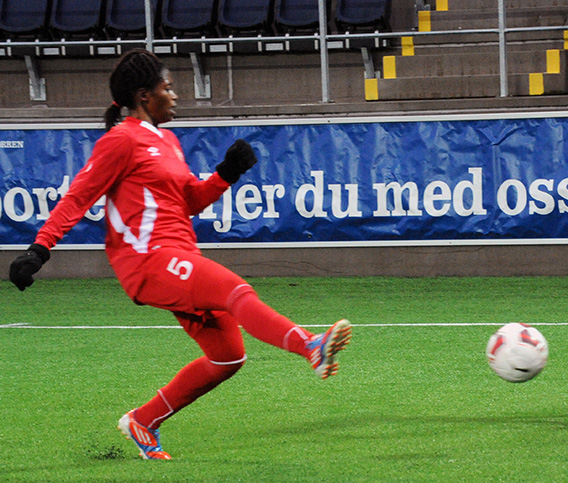
Meffometo bei Swesda 2005 Perm (2014)

Am 9. August 2012 verkündete der serbische Erstligist ŽFK Spartak Jaffa die Verpflichtung der Abwehrspielerin. In Serbien spielt sie gemeinsam mit Landsfrau Adrienne Iven und gab ihr Debüt in der Qualifikation für die UEFA Women’s Champions League. Im Sommer 2014 verließ sie Serbien und ging zum russischen Meister Swesda 2005 Perm.

## International
Im Juli 2012 wurde sie für die olympischen Sommerspiele 2012 in London nominiert, kam dort aber nicht zum Einsatz.